# Mobara
Mobara (japanisch 茂原市, -shi) ist eine Stadt in Japan. Die Stadt befindet sich in der Nähe von Tokio in der Präfektur Chiba.

## Geographie
Mobara liegt südöstlich von Chiba und südlich von Tōgane.

## Wirtschaft
Mobara war lange ein Verteilungszentrum für landwirtschaftliche und Fischerei-Produkte. Nach der Entdeckung von natürlichem Gasvorkommen im Jahr 1931 entwickelte sich der Ort zu einem Industriestandort.

## Verkehr
- Straße:
  - Nationalstraße 128,409
- Zug:
  - JR Sotobō-Linie

## Angrenzende Städte und Gemeinden
- Ichihara
- Chiba

## Söhne und Töchter der Stadt
- Daigo Furukawa (* 1999), Fußballspieler
- Yūko Ogura (* 1983), Japanisches Idol
- Shiratori Kurakichi (1865–1942), Historiker